# María Asúnsolo
María Asúnsolo (Saint Louis (Missouri), 1904 - Cuernavaca, 25 de fevereiro de 1999), foi uma promotora de eventos, mecenas e galerista estadunidense-mexicana, bastante conhecida no meio cultural do México durante o século XX. Foi modelo para muitos artistas, e acredita-se que tenha sido a mulher mais retratada por pintores e fotógrafos de sua época. Foi, ainda, "ativista antifascista e promotora de campanhas antirracistas".

## Biografia
María Luisa Asúnsolo Morand era a primogênita do general Manuel Dolores Asúnsolo Jaques e Marie Morand Pitre, que se conheceram nos Estados Unidos quando o primeiro fora para lá enviado a fim de estudar numa escola militar e onde esgotara os recursos que tinha (salvo uma mina de prata no estado natal de Guerrero, considerada improdutiva por conta da altitude). Seu pai foi um engenheiro de minas e militar que, quando teve início a Revolução Mexicana, se uniu às forças de Emiliano Zapata e foi assassinado em 1911, de modo que tornou-se órfã bem nova. Sua mãe era oriunda de Ontário, no Canadá. Era sobrinha do escultor Ignacio Asúnsolo e prima-irmã de Dolores Asúnsolo López Negrete, mais conhecida como Dolores del Río. Ela, entretanto, dizia ter nascido em Chilpancingo, e nunca revelava sua idade.
Em 1925 casou-se com o empresário de ascendência alemã Agustín Diener Struck, dono da joalheria La Perla, com quem teve seu único filho, Agustín Manuel, de quem se divorciou.  Ela então conheceu o muralista David Alfaro Siqueiros e tiveram um relacionamento; ao descobrir o novo romance da ex-mulher, Struck obteve a guarda do filho e o levou para a Alemanha. Teve depois um breve casamento com o empresário estadunidense Dan Breen, e posteriormente um relacionamento com Mario Colín Sánchez, escritor e político mexicano.
Asúnsolo foi uma das pessoas que integraram a comissão encarregada por Pablo Neruda para a publicação de sua obra de 1950, Canto general.
Em 1987 doou todos seus quadros ao Museu Nacional de Arte, e mudou-se para Cuernavaca onde continuou a receber os amigos e acompanhava com interesse os "novos zapatistas", tendo então declarado a Rosi, sua enfermeira: “Como está Marcos? Por favor, diga a ele que quando ele passar por Cuernavaca, ele terá um lar comigo. Receberemos os zapatistas com arroz, frango e molho. Você acha que haverá espaço para eles?"
O cineasta independente Jaime Kuri Aiza dirigiu o documentário María Asúnsolo: la musa de los espejos, retratando-a dois anos antes de sua morte. Como registrou-se num estudo sobre o general Asúnsolo, ela "converteu-se com o passar do tempo numa das mulheres mais belas do México (...) pintada por personagens como Diego Rivera, Siqueiros e musa de muitos escritores e poetas mexicanos. 